# Liste des matchs de l'équipe d'Aruba de football par adversaire
Cette liste présente les matchs de l'équipe d'Aruba de football par adversaire rencontré.
- Haut – A
- B
- C
- D
- E
- F
- G
- H
- I
- J
- K
- L
- M
- N
- O
- P
- Q
- R
- S
- T
- U
- V
- W
- X
- Y
- Z

## A

### Antigua-et-Barbuda
Confrontations entre Antigua-et-Barbuda et Aruba :
| # | Date             | Lieu         | Match                      | Score | Compétition                                             |
| - | ---------------- | ------------ | -------------------------- | ----- | ------------------------------------------------------- |
| 1 | 6 février 2008   | Oranjestad   | Aruba - Antigua-et-Barbuda | 0-3   | Qualifications pour la Coupe du monde 2010 (1er tour)   |
| 2 | 26 mars 2008     | Saint John's | Antigua-et-Barbuda - Aruba | 1-0   | Qualifications pour la Coupe du monde 2010 (1er tour)   |
| 3 | 23 mars 2016     | Saint John's | Antigua-et-Barbuda - Aruba | 2-1   | Qualifications pour la Coupe caribéenne 2017 (1er tour) |
| 4 | 6 septembre 2019 | Saint John's | Antigua-et-Barbuda - Aruba | 2-1   | Ligue des nations 2019-2020 (Ligue B - Groupe C)        |
| 5 | 18 novembre 2019 | Willemstad   | Aruba - Antigua-et-Barbuda | 2-3   | Ligue des nations 2019-2020 (Ligue B - Groupe C)        |

| Rencontres | Victoire | Nul | Défaite | BM | BE |
| ---------- | -------- | --- | ------- | -- | -- |
| 5          | 5        | 0   | 0       | 11 | 4  |

### Antilles néerlandaises

#### Confrontations
Confrontations entre les Antilles néerlandaises et Aruba en matchs officiels :
| # | Date              | Lieu       | Match                          | Score | Compétition                               |
| - | ----------------- | ---------- | ------------------------------ | ----- | ----------------------------------------- |
| 1 | 30 septembre 1990 | Oranjestad | Aruba - Antilles néerlandaises | 1-3   | Match amical                              |
| 2 | 7 mai 1995        | Oranjestad | Aruba - Antilles néerlandaises | 3-4   | Coupe caribéenne 1995 (Tour préliminaire) |
| 3 | 14 mai 1995       | Willemstad | Antilles néerlandaises - Aruba | 3-2   | Coupe caribéenne 1995 (Tour préliminaire) |
| 4 | 2 mars 1997       | Oranjestad | Aruba - Antilles néerlandaises | 2-1   | Coupe caribéenne 1997 (Tour préliminaire) |
| 5 | 6 mars 1998       | Oranjestad | Aruba - Antilles néerlandaises | 0-1   | Coupe caribéenne 1998 (Tour préliminaire) |
| 6 | 28 janvier 2004   | Willemstad | Antilles néerlandaises - Aruba | 6-1   | Match amical                              |
| 7 | 27 juillet 2008   | Willemstad | Antilles néerlandaises - Aruba | 2-1   | Coupe caribéenne 2008 (1er tour)          |
| 8 | 29 octobre 2010   | Willemstad | Antilles néerlandaises - Aruba | 3-0   | Match amical                              |

| Rencontres | Victoire | Nul | Défaite | BM | BE |
| ---------- | -------- | --- | ------- | -- | -- |
| 8          | 1        | 1   | 6       | 10 | 23 |

## B

### Bahamas
Confrontations entre Aruba et les Bahamas en matchs officiels<:
| # | Date            | Lieu      | Match           | Score | Compétition  |
| - | --------------- | --------- | --------------- | ----- | ------------ |
| 1 | 31 octobre 2002 | La Havane | Aruba - Bahamas | 2-0   | Match amical |

| Rencontres | Victoire | Nul | Défaite | BM | BE |
| ---------- | -------- | --- | ------- | -- | -- |
| 1          | 1        | 0   | 0       | 2  | 0  |

### Barbade
Confrontations entre Aruba et la Barbade en matchs officiels :
| # | Date              | Lieu       | Match           | Score | Compétition                                           |
| - | ----------------- | ---------- | --------------- | ----- | ----------------------------------------------------- |
| 1 | 1er avril 2000    | Oranjestad | Aruba - Barbade | 1-3   | Qualifications pour la Coupe du monde 2002 (1er tour) |
| 2 | 16 avril 2000     | Bridgetown | Barbade - Aruba | 4-0   | Qualifications pour la Coupe du monde 2002 (1er tour) |
| 3 | 8 avril 2001      | Paramaribo | Barbade - Aruba | 5-2   | Coupe caribéenne 2001 (Tour préliminaire)             |
| 4 | 27 septembre 2012 | Bridgetown | Barbade - Aruba | 2-1   | Coupe caribéenne 2012 (1er tour)                      |
| 5 | 10 juin 2015      | Oranjestad | Aruba - Barbade | 0-2   | Qualifications pour la Coupe du monde 2018 (2e tour)  |
| 6 | 14 juin 2015      | Cave Hill  | Barbade - Aruba | 0-3   | Qualifications pour la Coupe du monde 2018 (2e tour)  |

| Rencontres | Victoire | Nul | Défaite | BM | BE |
| ---------- | -------- | --- | ------- | -- | -- |
| 8          | 1        | 0   | 7       | 7  | 16 |

### Bermudes
Confrontations entre Aruba et les Bermudes en matchs officiels :
| # | Date             | Lieu       | Match            | Score | Compétition                                           |
| - | ---------------- | ---------- | ---------------- | ----- | ----------------------------------------------------- |
| 1 | 9 septembre 2018 | Willemstad | Aruba - Bermudes | 3-1   | Qualifications pour la Gold Cup 2019                  |
| 2 | 30 mars 2021     | Bradenton  | Bermudes - Aruba | 5-0   | Qualifications pour la Coupe du monde 2022 (1er tour) |

| Rencontres | Victoire | Nul | Défaite | BM | BE |
| ---------- | -------- | --- | ------- | -- | -- |
| 2          | 1        | 0   | 1       | 3  | 6  |

### Bonaire

#### Confrontations
Confrontations entre Aruba et Bonaire en matchs officiels :
| # | Date             | Lieu       | Match           | Score         | Compétition                                |
| - | ---------------- | ---------- | --------------- | ------------- | ------------------------------------------ |
| 1 | 31 octobre 2010  | Willemstad | Aruba - Bonaire | 3-3           | Tournoi ABCS 2010 (Match pour la 3e place) |
| 2 | 4 décembre 2011  | Paramaribo | Bonaire - Aruba | 2-2 (4-3) tab | Tournoi ABCS 2011 (Finale)                 |
| 3 | 16 novembre 2013 | Willemstad | Bonaire - Aruba | 2-1           | Tournoi ABCS 2013 (Match pour la 3e place) |
| 4 | 26 novembre 2022 | Willemstad | Bonaire - Aruba | 0-1           | Tournoi ABCS 2022 (Match pour la 3e place) |

| Rencontres | Victoire | Nul | Défaite | BM | BE |
| ---------- | -------- | --- | ------- | -- | -- |
| 4          | 1        | 2   | 1       | 7  | 7  |

## C

### Canada
Confrontations entre le Canada et Aruba en matchs officiels : 
| # | Date        | Lieu      | Match          | Score | Compétition                                           |
| - | ----------- | --------- | -------------- | ----- | ----------------------------------------------------- |
| 1 | 5 juin 2021 | Bradenton | Aruba - Canada | 0-7   | Qualifications pour la Coupe du monde 2022 (1er tour) |

| Rencontres | Victoire | Nul | Défaite | BM | BE |
| ---------- | -------- | --- | ------- | -- | -- |
| 1          | 0        | 0   | 1       | 0  | 7  |

### Costa Rica
Confrontations entre le Costa Rica et Aruba en matchs officiels :
| # | Date         | Lieu        | Match              | Score | Compétition     |
| - | ------------ | ----------- | ------------------ | ----- | --------------- |
| 1 | 14 août 1955 | Tegucigalpa | Costa Rica - Aruba | 3-2   | Coupe CCCF 1955 |

| Rencontres | Victoire | Nul | Défaite | BM | BE |
| ---------- | -------- | --- | ------- | -- | -- |
| 1          | 0        | 0   | 1       | 2  | 3  |

### Cuba
Confrontations entre Cuba et Aruba en matchs officiels :
| # | Date         | Lieu        | Match        | Score | Compétition     |
| - | ------------ | ----------- | ------------ | ----- | --------------- |
| 1 | 19 août 1955 | Tegucigalpa | Aruba - Cuba | 4-1   | Coupe CCCF 1955 |

| Rencontres | Victoire | Nul | Défaite | BM | BE |
| ---------- | -------- | --- | ------- | -- | -- |
| 1          | 1        | 0   | 0       | 4  | 1  |

### Curaçao
Confrontations entre Aruba et Curaçao en matchs officiels :
| # | Date             | Lieu        | Match           | Score         | Compétition                     |
| - | ---------------- | ----------- | --------------- | ------------- | ------------------------------- |
| 1 | 16 août 1955     | Tegucigalpa | Aruba - Curaçao | 1-2           | Coupe CCCF 1955                 |
| 2 | 13 juillet 2012  | Oranjestad  | Aruba - Curaçao | 3-2           | Tournoi ABCS 2012 (Demi-finale) |
| 3 | 14 novembre 2013 | Willemstad  | Curaçao - Aruba | 2-0           | Tournoi ABCS 2013 (Demi-finale) |
| 4 | 30 janvier 2015  | Paramaribo  | Curaçao - Aruba | 0-0 (3-5) tab | Tournoi ABCS 2015 (Demi-finale) |
| 5 | 1er octobre 2021 | Willemstad  | Curaçao - Aruba | 7-1           | Tournoi ABCS 2021 (Demi-finale) |
| 6 | 24 novembre 2022 | Willemstad  | Curaçao - Aruba | 2-2 (5-3) tab | Tournoi ABCS 2022 (Demi-finale) |

| Rencontres | Victoire | Nul | Défaite | BM | BE |
| ---------- | -------- | --- | ------- | -- | -- |
| 6          | 1        | 2   | 3       | 7  | 15 |

## D

### Dominique
Confrontations entre Aruba et la Dominique en matchs officiels :
| # | Date              | Lieu       | Match             | Score | Compétition                      |
| - | ----------------- | ---------- | ----------------- | ----- | -------------------------------- |
| 1 | 25 septembre 2012 | Bridgetown | Dominique - Aruba | 3-2   | Coupe caribéenne 2012 (1er tour) |

| Rencontres | Victoire | Nul | Défaite | BM | BE |
| ---------- | -------- | --- | ------- | -- | -- |
| 1          | 0        | 0   | 1       | 2  | 3  |

## G

### Grenade
Confrontations entre Aruba et la Grenade en matchs officiels :
| # | Date            | Lieu       | Match           | Score | Compétition                               |
| - | --------------- | ---------- | --------------- | ----- | ----------------------------------------- |
| 1 | 6 avril 2001    | Paramaribo | Grenade - Aruba | 4-2   | Coupe caribéenne 2001 (Tour préliminaire) |
| 2 | 29 juillet 2008 | Willemstad | Grenade - Aruba | 3-1   | Coupe caribéenne 2008 (1er tour)          |

| Rencontres | Victoire | Nul | Défaite | BM | BE |
| ---------- | -------- | --- | ------- | -- | -- |
| 2          | 0        | 0   | 2       | 3  | 7  |

### Guadeloupe
Confrontations en matchs officiels entre Aruba et la Guadeloupe :
| # | Date            | Lieu       | Match              | Score | Compétition                          |
| - | --------------- | ---------- | ------------------ | ----- | ------------------------------------ |
| 1 | 16 octobre 2018 | Les Abymes | Guadeloupe - Aruba | 0-0   | Qualifications pour la Gold Cup 2019 |

| Rencontres | Victoire | Nul | Défaite | BM | BE |
| ---------- | -------- | --- | ------- | -- | -- |
| 1          | 0        | 1   | 0       | 0  | 0  |

### Guam
Confrontations entre Aruba et Guam en matchs officiels :
| # | Date         | Lieu       | Match        | Score | Compétition  |
| - | ------------ | ---------- | ------------ | ----- | ------------ |
| 1 | 27 mars 2014 | Oranjestad | Aruba - Guam | 2-2   | Match amical |
| 2 | 30 mars 2014 | Oranjestad | Aruba - Guam | 2-0   | Match amical |

| Rencontres | Victoire | Nul | Défaite | BM | BE |
| ---------- | -------- | --- | ------- | -- | -- |
| 2          | 1        | 1   | 0       | 4  | 2  |

### Guatemala
Confrontations entre le Guatemala et Aruba en matchs officiels :
| # | Date         | Lieu        | Match             | Score | Compétition     |
| - | ------------ | ----------- | ----------------- | ----- | --------------- |
| 1 | 27 août 1955 | Tegucigalpa | Aruba - Guatemala | 1-0   | Coupe CCCF 1955 |

| Rencontres | Victoire | Nul | Défaite | BM | BE |
| ---------- | -------- | --- | ------- | -- | -- |
| 1          | 1        | 0   | 0       | 1  | 0  |

### Guyana

#### Confrontations
Confrontations entre le Guyana et Aruba en matchs officiels :
| # | Date             | Lieu       | Match          | Score | Compétition                                      |
| - | ---------------- | ---------- | -------------- | ----- | ------------------------------------------------ |
| 1 | 12 avril 1992    | Paramaribo | Aruba - Guyana | 0-3   | Coupe caribéenne 1992 (Tour préliminaire)        |
| 2 | 6 septembre 2019 | Willemstad | Aruba - Guyana | 0-1   | Ligue des nations 2019-2020 (Ligue B - Groupe C) |
| 3 | 15 novembre 2019 | Leonora    | Guyana - Aruba | 4-2   | Ligue des nations 2019-2020 (Ligue B - Groupe C) |

| Rencontres | Victoire | Nul | Défaite | BM | BE |
| ---------- | -------- | --- | ------- | -- | -- |
| 3          | 0        | 0   | 3       | 2  | 8  |

### Guyane
Confrontations entre Aruba et la Guyane en matchs officiels :
| # | Date          | Lieu       | Match          | Score | Compétition                                                      |
| - | ------------- | ---------- | -------------- | ----- | ---------------------------------------------------------------- |
| 1 | 10 avril 1992 | Paramaribo | Guyane - Aruba | 2-0   | Coupe caribéenne 1992 (Tour préliminaire)                        |
| 2 | 4 mars 1998   | Oranjestad | Aruba - Guyane | 1-0   | Coupe caribéenne 1998 (Tour préliminaire)                        |
| 3 | 3 juin 2014   | Oranjestad | Aruba - Guyane | 0-2   | Qualifications pour la Coupe caribéenne 2014 (Tour préliminaire) |

| Rencontres | Victoire | Nul | Défaite | BM | BE |
| ---------- | -------- | --- | ------- | -- | -- |
| 3          | 1        | 0   | 2       | 1  | 4  |

## H

### Honduras
Confrontations en matchs officiels entre le Honduras et Aruba :
| # | Date         | Lieu        | Match            | Score | Compétition                  |
| - | ------------ | ----------- | ---------------- | ----- | ---------------------------- |
| 1 | 22 août 1955 | Tegucigalpa | Honduras - Aruba | 1-1   | Coupe CCCF 1955 (Tour final) |

| Rencontres | Victoire | Nul | Défaite | BM | BE |
| ---------- | -------- | --- | ------- | -- | -- |
| 1          | 0        | 1   | 0       | 1  | 1  |

## I

### Îles Caïmans
Confrontations entre Aruba et les Îles Caïmans :
| # | Date        | Lieu      | Match                | Score | Compétition                                           |
| - | ----------- | --------- | -------------------- | ----- | ----------------------------------------------------- |
|   | 2 juin 2021 | Bradenton | Îles Caïmans - Aruba | 1-3   | Qualifications pour la Coupe du monde 2022 (1er tour) |

| Rencontres | Victoire | Nul | Défaite | BM | BE |
| ---------- | -------- | --- | ------- | -- | -- |
| 1          | 1        | 0   | 0       | 3  | 1  |

### Îles Turques-et-Caïques
Confrontations entre Aruba et les Îles Turques-et-Caïques :
| # | Date        | Lieu       | Match                           | Score | Compétition                                                      |
| - | ----------- | ---------- | ------------------------------- | ----- | ---------------------------------------------------------------- |
| 1 | 30 mai 2014 | Oranjestad | Aruba - Îles Turques-et-Caïques | 1-0   | Qualifications pour la Coupe caribéenne 2014 (Tour préliminaire) |

| Rencontres | Victoire | Nul | Défaite | BM | BE |
| ---------- | -------- | --- | ------- | -- | -- |
| 1          | 1        | 0   | 0       | 1  | 0  |

### Îles Vierges britanniques
Confrontations entre Aruba et les Îles Vierges britanniques :
| # | Date          | Lieu       | Match                             | Score | Compétition                                                      |
| - | ------------- | ---------- | --------------------------------- | ----- | ---------------------------------------------------------------- |
| 1 | 1er juin 2014 | Oranjestad | Aruba - Îles Vierges britanniques | 7-0   | Qualifications pour la Coupe caribéenne 2014 (Tour préliminaire) |

| Rencontres | Victoire | Nul | Défaite | BM | BE |
| ---------- | -------- | --- | ------- | -- | -- |
| 1          | 1        | 0   | 0       | 7  | 0  |

## J

### Jamaïque
Confrontations entre Aruba et la Jamaïque en matchs officiels :
| # | Date            | Lieu       | Match            | Score | Compétition                                      |
| - | --------------- | ---------- | ---------------- | ----- | ------------------------------------------------ |
| 1 | 4 mai 1997      | Oranjestad | Aruba - Jamaïque | 0-6   | Coupe caribéenne 1997 (Tour préliminaire)        |
| 2 | 12 octobre 2019 | Kingston   | Jamaïque - Aruba | 2-0   | Ligue des nations 2019-2020 (Ligue B - Groupe C) |
| 3 | 15 octobre 2019 | Willemstad | Aruba - Jamaïque | 0-6   | Ligue des nations 2019-2020 (Ligue B - Groupe C) |

| Rencontres | Victoire | Nul | Défaite | BM | BE |
| ---------- | -------- | --- | ------- | -- | -- |
| 3          | 0        | 0   | 3       | 0  | 14 |

## M

### Montserrat
Confrontations en matchs officiels entre Aruba et Montserrat :
| # | Date             | Lieu       | Match              | Score | Compétition                          |
| - | ---------------- | ---------- | ------------------ | ----- | ------------------------------------ |
| 1 | 16 novembre 2018 | Willemstad | Aruba - Montserrat | 0-2   | Qualifications pour la Gold Cup 2019 |

| Rencontres | Victoire | Nul | Défaite | BM | BE |
| ---------- | -------- | --- | ------- | -- | -- |
| 1          | 0        | 0   | 1       | 0  | 2  |

## P

### Porto Rico
Confrontations entre Aruba et Porto Rico en matchs officiels :
| # | Date         | Lieu       | Match              | Score | Compétition                                           |
| - | ------------ | ---------- | ------------------ | ----- | ----------------------------------------------------- |
| 1 | 11 mars 2000 | Oranjestad | Aruba - Porto Rico | 4-2   | Qualifications pour la Coupe du monde 2002 (1er tour) |
| 2 | 18 mars 2000 | San Juan   | Porto Rico - Aruba | 2-2   | Qualifications pour la Coupe du monde 2002 (1er tour) |

| Rencontres | Victoire | Nul | Défaite | BM | BE |
| ---------- | -------- | --- | ------- | -- | -- |
| 2          | 1        | 1   | 0       | 6  | 4  |

## R

### République dominicaine
Confrontations entre Aruba et la République dominicaine en matchs officiels :
| # | Date              | Lieu           | Match                          | Score | Compétition                                           |
| - | ----------------- | -------------- | ------------------------------ | ----- | ----------------------------------------------------- |
| 1 | 24 mars 1996      | Saint-Domingue | République dominicaine - Aruba | 3-2   | Qualifications pour la Coupe du monde 1998 (1er tour) |
| 2 | 31 mars 1996      | Oranjestad     | Aruba - République dominicaine | 1-3   | Qualifications pour la Coupe du monde 1998 (1er tour) |
| 3 | 23 septembre 2012 | Bridgetown     | Aruba - République dominicaine | 2-2   | Coupe caribéenne 2012 (1er tour)                      |

| Rencontres | Victoire | Nul | Défaite | BM | BE |
| ---------- | -------- | --- | ------- | -- | -- |
| 3          | 0        | 1   | 2       | 5  | 8  |

## S

### Saint-Christophe-et-Niévès
Confrontations entre Aruba et Saint-Christophe-et-Niévès en matchs officiels :
| # | Date         | Lieu       | Match                              | Score | Compétition                                             |
| - | ------------ | ---------- | ---------------------------------- | ----- | ------------------------------------------------------- |
| 1 | 18 juin 1989 | Oranjestad | Aruba - Saint-Christophe-et-Niévès | 1-4   | Coupe caribéenne 1989 (Tour préliminaire)               |
| 2 | 26 mars 2016 | Oranjestad | Aruba - Saint-Christophe-et-Niévès | 0-2   | Qualifications pour la Coupe caribéenne 2017 (1er tour) |
| 3 | 9 juin 2022  | Willemstad | Aruba - Saint-Christophe-et-Niévès | 2-3   | Ligue des nations 2022-2023 (Ligue C - Groupe C)        |
| 4 | 26 mars 2023 | Basseterre | Saint-Christophe-et-Niévès - Aruba | 2-0   | Ligue des nations 2022-2023 (Ligue C - Groupe C)        |

| Rencontres | Victoire | Nul | Défaite | BM | BE |
| ---------- | -------- | --- | ------- | -- | -- |
| 4          | 0        | 0   | 4       | 4  | 1  |

### Sainte-Lucie
Confrontations entre Aruba et Sainte-Lucie en matchs officiels :
| # | Date            | Lieu         | Match                | Score         | Compétition                                           |
| - | --------------- | ------------ | -------------------- | ------------- | ----------------------------------------------------- |
| 1 | 8 juillet 2011  | Oranjestad   | Aruba - Sainte-Lucie | 4-2           | Qualifications pour la Coupe du monde 2014 (1er tour) |
| 2 | 12 juillet 2011 | Castries     | Sainte-Lucie - Aruba | 4-2 (5-4) tab | Qualifications pour la Coupe du monde 2014 (1er tour) |
| 3 | 25 mars 2019    | Saint John's | Sainte-Lucie - Aruba | 3-2           | Qualifications pour la Gold Cup 2019                  |

| Rencontres | Victoire | Nul | Défaite | BM | BE |
| ---------- | -------- | --- | ------- | -- | -- |
| 3          | 1        | 0   | 2       | 9  | 8  |

### Saint-Martin
Confrontations entre Aruba et Saint-Martin en matchs officiels :
| # | Date        | Lieu       | Match                | Score | Compétition                                      |
| - | ----------- | ---------- | -------------------- | ----- | ------------------------------------------------ |
| 1 | 3 juin 2022 | The Valley | Saint-Martin - Aruba | 0-0   | Ligue des nations 2022-2023 (Ligue C - Groupe B) |
| 2 | 6 juin 2022 | Willemstad | Aruba - Saint-Martin | 3-0   | Ligue des nations 2022-2023 (Ligue C - Groupe B) |

| Rencontres | Victoire | Nul | Défaite | BM | BE |
| ---------- | -------- | --- | ------- | -- | -- |
| 2          | 1        | 1   | 0       | 3  | 0  |

### Saint-Vincent-et-les-Grenadines
Confrontations entre Aruba et Saint-Vincent-et-les-Grenadines en matchs officiels :
| # | Date             | Lieu       | Match                                   | Score | Compétition                                          |
| - | ---------------- | ---------- | --------------------------------------- | ----- | ---------------------------------------------------- |
| 1 | 4 septembre 2015 | Kingstown  | Saint-Vincent-et-les-Grenadines - Aruba | 2-0   | Qualifications pour la Coupe du monde 2018 (3e tour) |
| 2 | 8 septembre 2015 | Oranjestad | Aruba - Saint-Vincent-et-les-Grenadines | 2-1   | Qualifications pour la Coupe du monde 2018 (3e tour) |

| Rencontres | Victoire | Nul | Défaite | BM | BE |
| ---------- | -------- | --- | ------- | -- | -- |
| 2          | 1        | 0   | 1       | 2  | 3  |

### Salvador
Confrontations entre le Salvador et Aruba en matchs officiels :
| # | Date         | Lieu        | Match            | Score | Compétition     |
| - | ------------ | ----------- | ---------------- | ----- | --------------- |
| 1 | 24 août 1955 | Tegucigalpa | Salvador - Aruba | 2-0   | Coupe CCCF 1955 |

| Rencontres | Victoire | Nul | Défaite | BM | BE |
| ---------- | -------- | --- | ------- | -- | -- |
| 1          | 0        | 0   | 1       | 0  | 2  |

### Suriname
Confrontations entre Aruba et le Suriname en matchs officiels :
| #  | Date             | Lieu       | Match            | Score         | Compétition                                                       |
| -- | ---------------- | ---------- | ---------------- | ------------- | ----------------------------------------------------------------- |
| 1  | 8 avril 1992     | Paramaribo | Suriname - Aruba | 5-0           | Coupe caribéenne 1992 (Tour préliminaire)                         |
| 2  | 8 mars 1998      | Oranjestad | Aruba - Suriname | 3-3           | Coupe caribéenne 1998 (Tour préliminaire)                         |
| 3  | 4 avril 2001     | Paramaribo | Suriname - Aruba | 5-0           | Coupe caribéenne 2001 (Tour préliminaire)                         |
| 4  | 28 juillet 2002  | Oranjestad | Aruba - Suriname | 0-2           | Qualifications pour la Gold Cup 2003 (1er tour)                   |
| 5  | 11 août 2002     | Paramaribo | Suriname - Aruba | 6-0           | Qualifications pour la Gold Cup 2003 (1er tour)                   |
| 6  | 28 février 2004  | Oranjestad | Aruba - Suriname | 1-2           | Qualifications pour la Coupe du monde 2006 (1er tour - 1re phase) |
| 7  | 27 mars 2004     | Paramaribo | Suriname - Aruba | 8-1           | Qualifications pour la Coupe du monde 2006 (1er tour - 1re phase) |
| 8  | 2 décembre 2011  | Paramaribo | Suriname - Aruba | 0-0 (4-5) tab | Tournoi ABCS 2011 (Demi-finale)                                   |
| 9  | 15 juillet 2012  | Oranjestad | Aruba - Suriname | 1-0           | Tournoi ABCS 2012 (Finale)                                        |
| 10 | 1er février 2015 | Paramaribo | Suriname - Aruba | 1-0           | Tournoi ABCS 2015 (Finale)                                        |
| 11 | 27 mars 2021     | Bradenton  | Aruba - Suriname | 0-6           | Qualifications pour la Coupe du monde 2022 (1er tour)             |

| Rencontres | Victoire | Nul | Défaite | BM | BE |
| ---------- | -------- | --- | ------- | -- | -- |
| 11         | 1        | 2   | 8       | 6  | 38 |

## T

### Trinité-et-Tobago
Confrontations entre Aruba et Trinité-et-Tobago en matchs officiels, :
| # | Date          | Lieu       | Match                     | Score | Compétition                               |
| - | ------------- | ---------- | ------------------------- | ----- | ----------------------------------------- |
| 1 | 31 mars 1989  | Willemstad | Aruba - Trinité-et-Tobago | 0-7   | Match amical                              |
| 2 | 23 avril 1989 | Arima      | Trinité-et-Tobago - Aruba | 11-0  | Coupe caribéenne 1989 (Tour préliminaire) |

| Rencontres | Victoire | Nul | Défaite | BM | BE |
| ---------- | -------- | --- | ------- | -- | -- |
| 2          | 0        | 0   | 2       | 0  | 18 |

## V

### Venezuela
Confrontations entre Aruba et le Venezuela en matchs officiels :
| # | Date        | Lieu       | Match             | Score | Compétition  |
| - | ----------- | ---------- | ----------------- | ----- | ------------ |
| 1 | 20 mai 2010 | Oranjestad | Aruba - Venezuela | 0-3   | Match amical |

| Rencontres | Victoire | Nul | Défaite | BM | BE |
| ---------- | -------- | --- | ------- | -- | -- |
| 1          | 0        | 0   | 1       | 0  | 3  |